# Ligne d'Arles au canal
La ligne d'Arles au canal est une ligne ferroviaire française à écartement standard à voie unique non électrifiée du département des Bouches-du-Rhône. Elle relie Arles à Port-Saint-Louis-du-Rhône.

## Histoire
La ligne a été concédée à la Société anonyme de Saint-Louis-du-Rhône par une convention signée entre le Ministre des travaux publics et la société le 26 juillet 1873. La convention de concession est approuvée et la ligne est déclarée d'utilité publique par une loi à la même date. Toutefois, la société ne réussit pas à construire la ligne, et le 16 août 1883, une loi autorise la substitution de la Compagnie nouvelle du chemin de fer d'Arles à Saint-Louis-du-Rhône à la Société anonyme de Saint-Louis-du-Rhône.
La ligne est rachetée par la Compagnie des chemins de fer de Paris à Lyon et à la Méditerranée, et ce rachat est approuvé par une loi le 23 juillet 1894.

## État de la ligne
La ligne est fermée aux voyageurs en 1932, et aux marchandises en 1992 .
Elle est actuellement aménagée en voie verte faisant partie de la véloroute ViaRhôna .